# Ralf Kohl
Ralf Kohl (* 28. Oktober 1965 in Weinheim) ist ein ehemaliger deutscher Fußballspieler.
Kohl kam über FC Ober-Abtsteinach, Amicitia Viernheim und den FV Weinheim 1991 zum Zweitligisten SC Freiburg. Zunächst als Abwehrspieler eingesetzt, stieg er mit dem SCF 1993 als Meister der 2. Bundesliga in die 1. Bundesliga auf. In der Aufstiegssaison war er mit 36 Einsätzen einer der Leistungsträger der Breisgauer, dies setzte sich auch in der Bundesliga fort, wo er hauptsächlich im defensiven Mittelfeld zum Einsatz kam. Mit dem 3. Platz in der Saison 94/95 feierte der „Kanzler“, wie er auf Grund seines Nachnamens in Anlehnung an den damaligen Bundeskanzler Helmut Kohl genannt wurde, seinen größten Erfolg, erlebte zwei Jahre später allerdings als Ergänzungsspieler auch den Abstieg der Freiburger mit. Eine Klasse tiefer gehörte er in der Spielzeit 97/98 wieder zum Stammkader und stieg das zweite Mal nach 1993 mit dem SC Freiburg auf. 2001 beendete er beim SC Freiburg seine Profikarriere nach 147 Bundesligaspielen (12 Tore) und 86 Zweitligaeinsätzen (3 Tore).
Ralf Kohl ist Co-Trainer der A-Jugend des SV Opfingen und betreibt ein Sportartikelfachgeschäft in Freiburg.